# Marius Kotrba
Marius Kotrba (30. září 1959 Čeladná – 17. května 2011 Martin) byl český akademický sochař, malíř, kreslíř a pedagog.

## Život a dílo
V letech 1974–1978 absolvoval SUPŠ v Uherském Hradišti a následně se rozhodl pro uměleckou dráhu. V letech 1981–1987 studoval na AVU v Praze, kde absolvoval sochařský ateliér u profesorů Stanislava Hanzíka a Miloše Axmana.
V době socialismu v Československu vystavoval i na neoficiálních výstavách Konfrontace. V jeho prvotních malbách krystalizovalo jeho monumentální výtvarné cítění do podoby, která předznamenávala určující formální rysy jeho následné sochařské tvorby. Po odchodu z Prahy, kde působil na AVU, poté co se i s rodinou trvale usadil v Rožnově pod Radhoštěm, se začal plně věnovat sochařským kompozicím v roce 1993. V rožnovském ateliéru rozvinul rozsáhlou tvůrčí činnost a výsledkem byla řada pozoruhodných skulptur a plastik v různých materiálech. Zajímavé jsou stylizace jeho figur, do podoby charakteristických rázovitých rourovitých forem. Vytvořil množství křesťansky či kulturně-historicky motivovaných kompozic. Známé jsou například plastika Svatý Kryštof (1993), která byla v nové autorské licenci také realizována v bronzu na dálničním obchvatu u Olomouce (2005), čtyřmetrová pískovcová Loď v centrálním městském parku v Rožnově pod Radhoštěm (1997), monumentální bronzová Spravedlnost před budovou brněnského Nejvyššího správního soudu (2009) a kolosální bronzové sousoší Dobrý pastýř (2011), které bylo po umělcově smrti instalováno v Podhoří u dálnice D1 na úseku Lipník nad Bečvou – Bělotín, aj. Neméně dramatické jsou i paralelně se sochou vytvářené reliéfy, kresby a malby. V polovině 90. let 20. století stál u zrodu vysokoškolského studia výtvarného umění na Ostravské univerzitě, kde vedl sochařský obor a jako profesor působil též na Akademii umění v Banské Bystrici a jiných místech Evropy. Roku 2000 mu byla Nadací Lux et Lapis udělena Cena za sochařství. Zemřel na infarkt 17. května 2011.
V říjnu 2019 byla v Rožnově pod Radhoštěm otevřena ulice pojmenovaná po Mariu Kotrbovi.

## Galerie

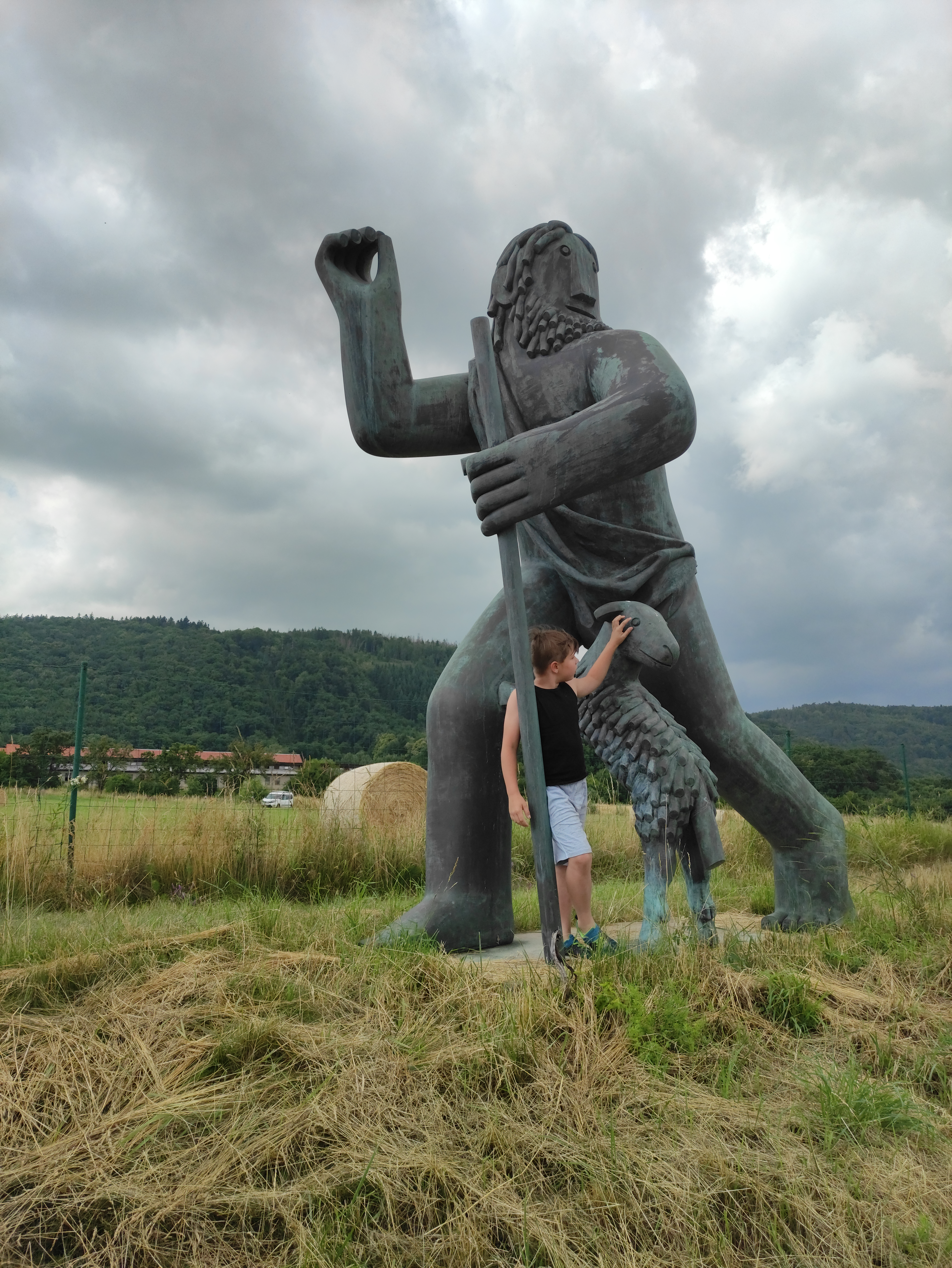
Dobrý pastýř
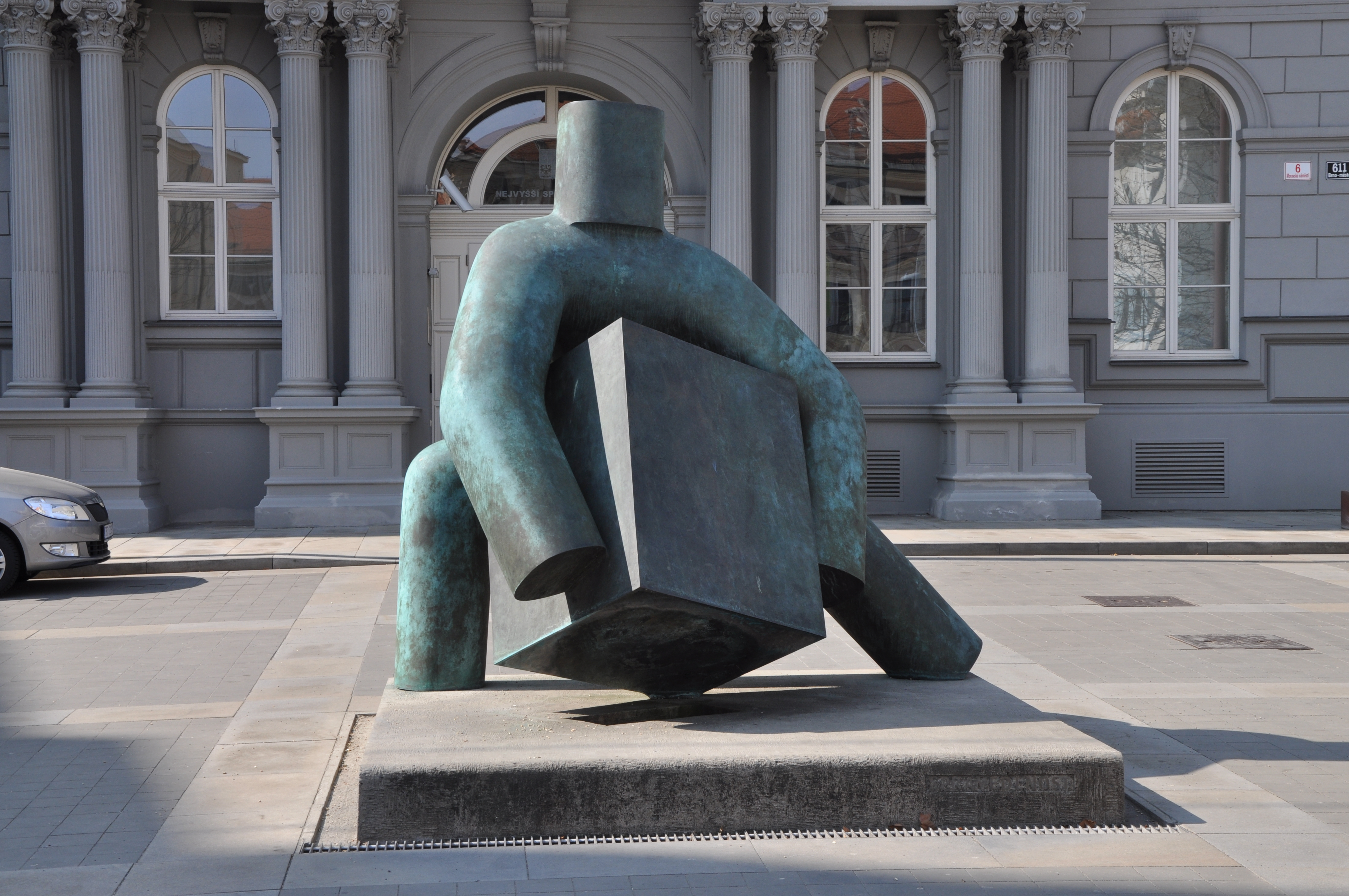
Spravedlnost
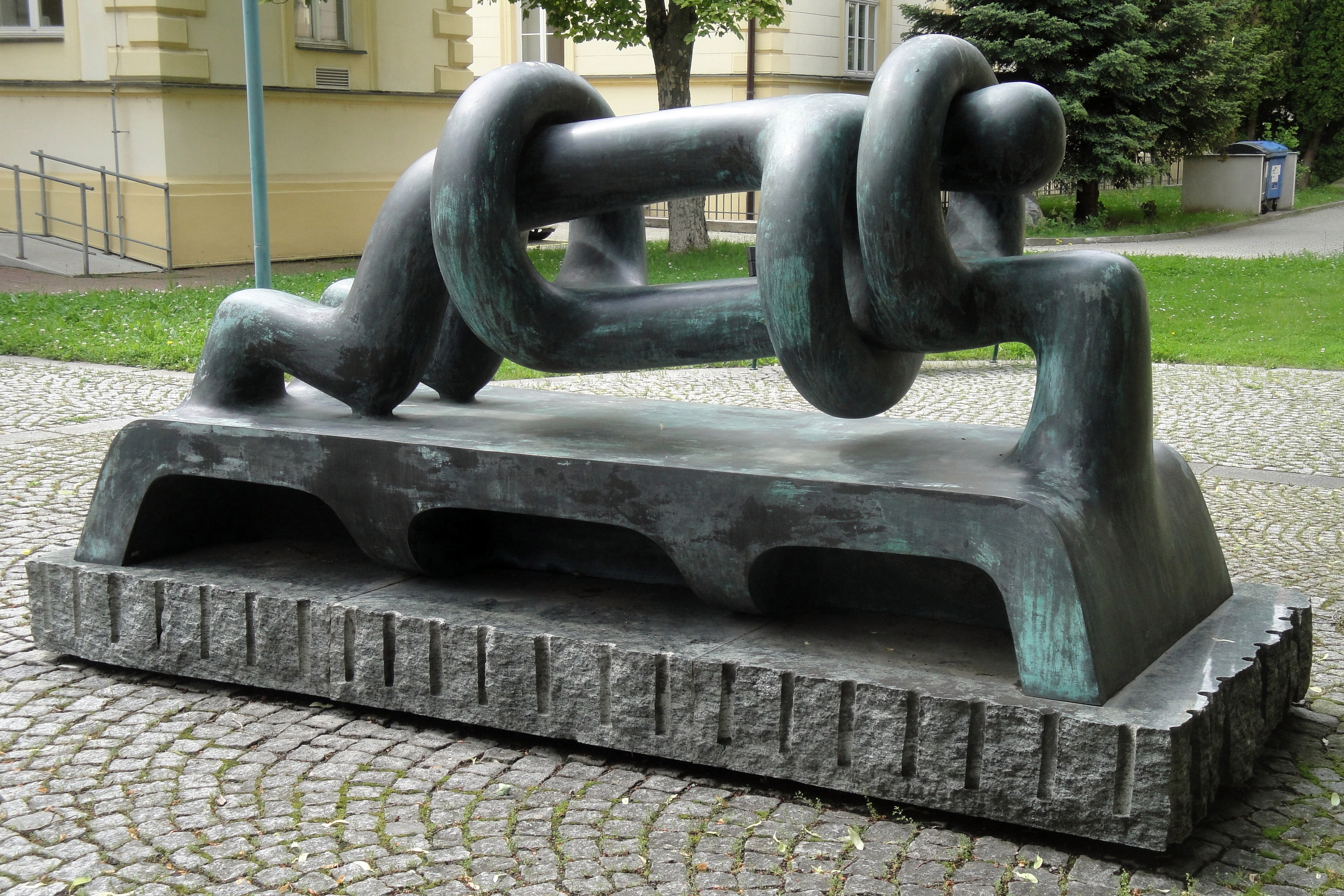
Dvojice
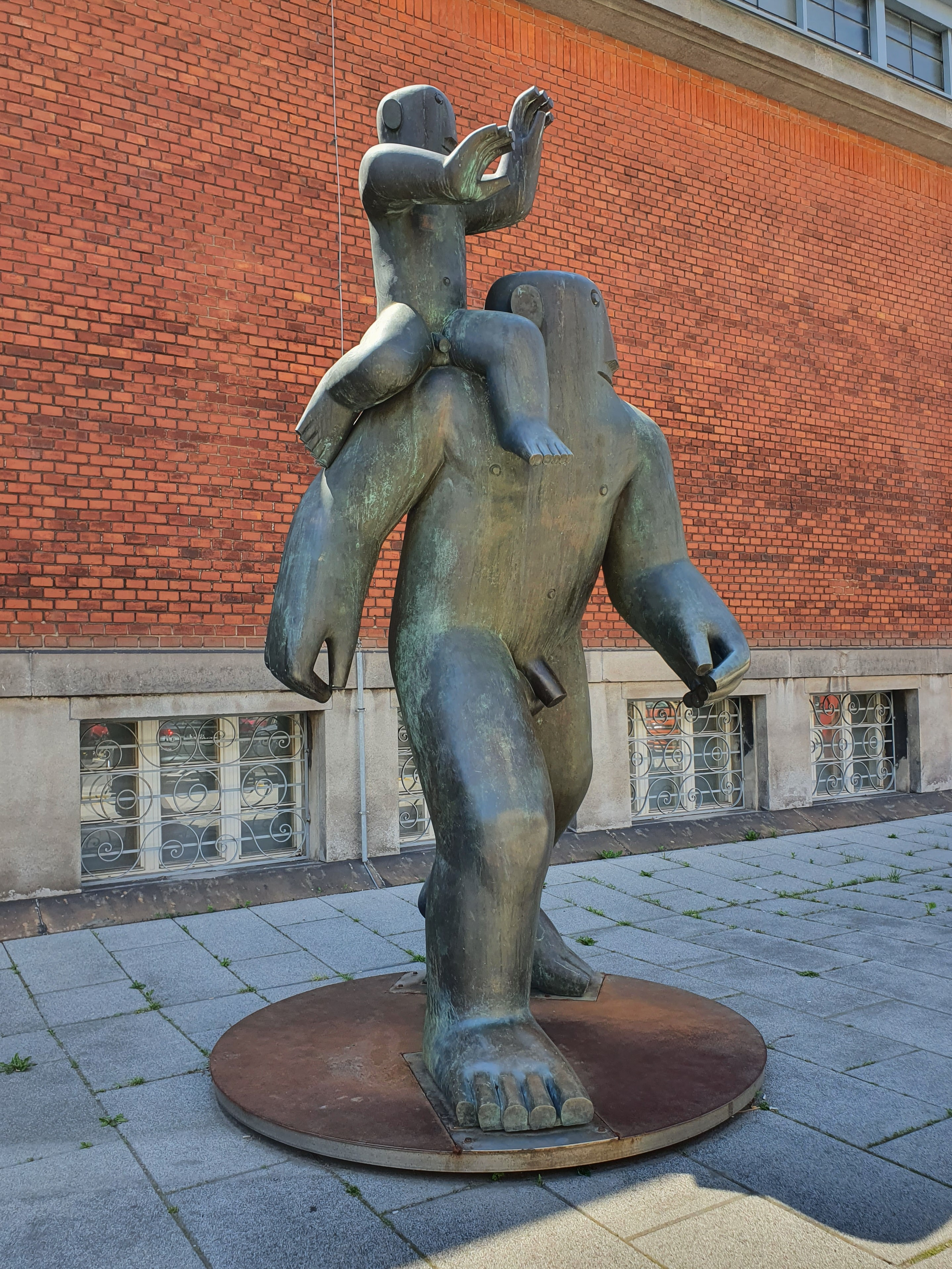
Svatý Kryštof (Ostrava)